# 野戦重砲兵第1連隊
野戦重砲兵第1連隊（やせんじゅうほうへいだいいちれんたい、野戦重砲兵第一聯隊）は、大日本帝国陸軍の野戦重砲兵連隊の1つ。軍隊符号は1SA。

## 概要
1918年（大正7年）5月、東京湾要塞の要塞砲兵連隊2個大隊をもって神奈川県横須賀で発足。同年、改編に着手し1921年（大正10年）に編成完結、翌1922年（大正11年）8月に千葉県国府台に移転した。
当初は三八式十二糎榴弾砲、次いで四年式十五糎榴弾砲を装備し、1938年（昭和13年）には帝国陸軍の最新鋭重榴弾砲である九六式十五糎榴弾砲に改編、1939年（昭和14年）のノモンハン事件に2個大隊：6個中隊の応急編成で動員された。しかし、新十五榴装備後は日が浅く訓練が十分ではなかったうえ、広漠未知の戦場におけるソ連労農赤軍の優秀な機械化部隊の攻勢を受け、全弾を撃ち尽し十五榴を自爆処分し決死の肉薄攻撃を敢行、火砲と運命を共にした。特に山崎昌来陸軍砲兵中尉（戦死後・陸軍砲兵少佐）の壮絶な戦死が語りつがれている。
その後、連隊は北満黒河省神武屯に駐屯し部隊を再建。1941年（昭和16年）11月6日に編成された第14軍に編入され、大東亜戦争（太平洋戦争）開戦後はフィリピンリンガエン湾に上陸（フィリピン攻略戦）、南下してバターン半島砲撃戦・コレヒドール島砲撃戦に参戦、機械化重砲兵の威力を発揮した。

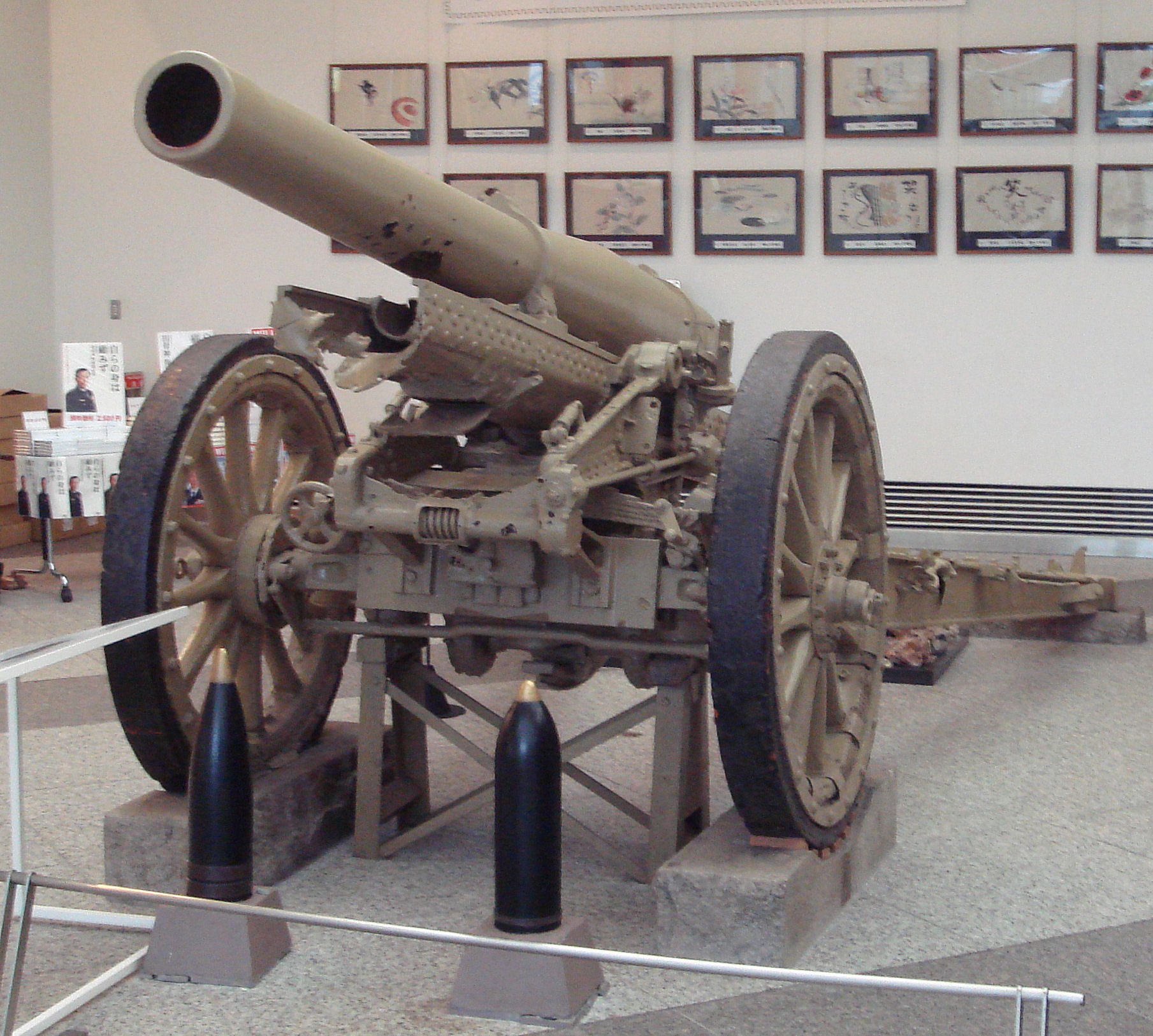
沖縄戦で使用された野戦重砲兵第1連隊第2大隊第4中隊の九六式十五糎榴弾砲。比較的良好な保存状態であるが、防楯は欠落し、砲身下の揺架部分はえぐられている

1944年（昭和19年）、第32軍第5砲兵司令部隷下となり、連隊本部および第2大隊を沖縄本島に、第1大隊を宮古島に配備し、同じ軍砲兵である野戦重砲第23連隊（九六式十五糎榴弾砲装備）・独立重砲兵第100大隊（八九式十五糎加農装備）・独立臼砲第1連隊（九八式臼砲装備）などとともに沖縄防衛戦に参戦。1945年（昭和20年）4月1日、アメリカ軍は沖縄本島に上陸し、5月4日からの総攻撃に火力戦闘を実施したが失敗し、以降は持久戦に転じる。
6月18日、喜屋武半島真栄里の高台にて、第8海兵連隊を視察中の米陸軍第10軍司令官（沖縄方面最高指揮官）・中将サイモン・B・バックナー・ジュニアを（野戦重砲兵第1連隊）第2大隊が砲撃、バックナー中将は戦死した。これはアメリカ軍史上（2022年現在に至るまで）最高位の階級（中将）で戦死した唯一の軍人である（このほか、「日本軍の小野陸軍一等兵の小銃による狙撃説」があるが厚生省においては該当する小野一等兵の存在は確認されていない。）

一方でアメリカ軍海兵隊の沖縄戦公式戦史では「日本軍の47mmの砲弾が岩に当たったとき、この位置にいなかった。さらに5発が着弾し、最初の砲弾の破片か、爆発によって吹き飛ばされたサンゴの欠片が、バックナーの胸に当たりこの傷で死亡した」と記述されており、一式機動四十七粍速射砲による砲撃によりバックナーは戦死したとされている。

6月22日、野戦重砲兵第1連隊は連隊長・大佐山根忠以下全部隊が火砲と運命を共にし総員玉砕。激戦の歴史に終止符を打った。
戦後、沖縄駐留アメリカ軍により発見された野戦重砲兵第1連隊第2大隊第4中隊の1門が、独立重砲兵第100大隊の八九式十五糎加農とともに靖国神社遊就館に奉納・展示されている。

## 歴代連隊長
| 代 | 氏名       | 在任期間             | 備考 |
| -- | ---------- | -------------------- | ---- |
| 1  | 西郡菊之助 | 1919.4.15 -          |      |
| 2  | 相羽清六   | 1920.8.31 -          | 中佐 |
| 3  | 八代建雄   | 不詳 - 1923.8.6      |      |
| 4  | 中村興麿   | 1923.8.6 -           |      |
| 5  | 青木政喜   | 1926.3.2 -           |      |
| 6  | 井本清太郎 | 1927.7.26 -          |      |
| 7  | 菊池門也   | 1931.3.11 -          |      |
| 8  | 伊藤義雄   | 1932.1.9 -           |      |
| 9  | 下村定     | 1933.12.20 -         |      |
| 10 | 石井昌一   | 1935.3.15 -          |      |
| 11 |            | 1937.3.1 -           |      |
| 12 | 入江元     | 1939.9.11 -          |      |
| 末 | 山根忠     | 1943.3.1 - 1945.6.22 |      |